# غابات الضباب الساحلي والشجيرات والكثبان الرملية في جنوب الجزيرة العربية
غابات الضباب في جنوب الجزيرة العربية ، والشجيرات ، والكثبان الرملية هي منطقة بيئية في سلطنة عمان واليمن. تقع غابات الضباب على سفوح الجبال التي تنحدر بإتجاه الجنوب الشرقي بإتجاه بحر العرب. تعترض الجبال الرياح الحاملة للرطوبة القادمة من بحر العرب، مما يخلق علم الجبال وضباب متكرر يحافظ على غابات وشجيرات فريدة في منطقة صحراوية.

## جغرافياً
تحتل المنطقة البيئية مساحة 19،913 كيلومتر مربع (7،688 ميل مربع) في شرق اليمن وجنوب عمان، محافظة ظفار. تغطي المنطقة البيئية أربع مناطق منفصلة.
أقصى الغرب هي سلسلة جبال أوري (أو أريس)، وهي سلسلة جبلية ساحلية ترتفع شرق مدينة شقرة (أبين)، على بعد 150 كم شمال شرق عدن. يتكون النطاق من صخور نارية داكنة تمتد حوالي 65 كم شرقًا وغربًا موازية للساحل. سميت بأعلى قمة، جبل أوريس (1735 م)، والتي تقع في الطرف الغربي من النطاق بالقرب من الساحل. بقية النطاق عبارة عن سلسلة من التلال الشرقية والغربية التي يبلغ ارتفاعها 1500 إلى 1600 متر، وتنخفض إلى هضبة مقطوعة بارتفاع يتراوح بين 1200 و 1350 مترًا وعرض 2-3 كيلومترات على الجانب البحري (الجنوبي). حيث يوجد جرف شديد الانحدار بين الهضبة والساحل.
تقع أكبر منطقة في جبال حضرموت في اليمن، على سفوح الجبال فوق المكلا. ترتفع جبال حضرموت حتى ارتفاع 2100 متر. المنطقة الشرقية تقع في جبال ظفار، وتمتد من أقصى شرق اليمن إلى رأس الشربات في عمان. بين ظفار وحضرموت يوجد جيب صغير على جبل فرتك في اليمن، فوق رأس رأس فرتك.
تحد المنطقة البيئية سافانا جنوب غرب مرتفعات الجزيرة العربية، والتي تشمل التلال الأكثر جفافاً والغابات الجبلية في جنوب غرب شبه الجزيرة العربية. يحد المنطقة البيئية من جانب المحيط منطقة صحراء الضباب لشبه الجزيرة العربية، والتي تحتل الشريط الساحلي على طول بحر العرب.

## ترسيم المنطقة البيئية
في نظام المناطق البيئية الأرضية للعالم (TEOW) لعام 2001 ، «الإقليمية الجغرافية الحيوية للتنوع البيولوجي الأرضي للأرض» ، تم تقسيم المنطقة بين صحراء الضباب الساحلية لشبه الجزيرة العربية وسافانا جنوب غرب مرتفعات الجزيرة العربية.
في عام 2017 ، اقترح بعض مؤلفي نظام 2001 نظامًا إيكولوجيًا منقحًا لشبه الجزيرة العربية ، والذي حدد أراضي الغابات العربية الجنوبية والشجيرات والكثبان الرملية كمنطقة بيئية منفصلة.

## روابط خارجية
- ظفار: واحة ضباب عمودية على حافة المجهول (التاريخ الطبيعي لإستعادة البيئة)